# Бентония
Бентония (на английски: Bentonia) е град в южната част на Съединените американски щати, част от окръг Язу на щата Мисисипи. Населението му е около 440 души (2010).
Разположен е на 60 метра надморска височина в Крайбрежната низина на Мексиканския залив, на 15 километра източно от река Язу и на 29 километра северно от Джаксън. Селището възниква около спирка на железопътната линия Чикаго-Ню Орлиънс.

## Известни личности
Родени в Бентония
- Скип Джеймс (1902 – 1969), музикант